# Jazzpolizei
Die Jazzpolizei ist seit 2000 ein Berliner Jazztrio, welches bundesweit in Polizeiuniformen auftritt. Ihre Namen leiten sie von „überkritischen Jazzern ab, die jeden falschen Akkord monieren“. Sie spielen als vermeintliche Marching Band eine Mischung aus Swing, New-Orleans-Jazz, Dixieland und Comedy. Das Trio besteht aus Peter Dams (Gesang und Banjo), Mathias „Masiu“ Grabisch (Sousaphon und Posaune) sowie Jürgen „Jay“ Hahn (Trompete und Gesang).

## Auftritte (Auswahl)
- 2024 Jazztage Lenk 2024
- 2019 Jazztage Arosa[5]
- 2018 Internationales Dixieland Festival Dresden[6]
- 2013: Internationales Kleinkunstfestival Insel Usedom[7]
- 2012: Borkumer Jazztage[8] auf der Insel Borkum
- 2012: Landesgartenschau in Löbau[9]
- 2011: Internationales Dixieland Festival Dresden[10]
- 2011: Sparkassen Jazz-Festival in Dissen[11]
- 2009 Jazz an der Donau
- 2009: Bergmannstraßenfest in Berlin-Kreuzberg[12]
- 2011: Binger Kulturuferfest[13]
- 2010: Comedy Club Kookaburra in Berlin[14]
- 2008: Internationales Dixieland Festival Dresden[15]
- seit 2005: Kabarettfestival Kleinheubach in Unterfranken

## Auszeichnungen
- 2010: Sonderpreis als bester Walking Act auf dem Gaukler- und Kleinkunstfestival in Koblenz[16]
- 2013: Preisträger beim 14. Internationalen Kleinkunstfestival auf Usedom

## Diskografie
- 2008: Amtlich geprüfter Jazz
- 2015: Bitte gehen sie weiter!